# Ngu Hủ
Ngu Hủ (giản thể: 虞诩; phồn thể: 虞詡; bính âm: Yú Xǔ) là tướng và là quan nhà Đông Hán trong lịch sử Trung Quốc. Ông có công giữ biên giới phía tây Trung Quốc đầu thế kỷ 2.

## Thời trẻ
Ngu Hủ tự là Thăng Khanh, người Vũ Bình nước Trần, nay là phía nam Chá Thành, Hà Nam, Trung Quốc.
Ông nội Ngu Hủ là Ngu Kinh từng làm quan coi ngục ở huyện trong 60 năm, có tấm lòng khoan dung. Cha ông mất sớm, từ khi ít tuổi ông đã phụng dưỡng bà nội.
Năm 12 tuổi, Ngu Hủ đã thông thạo kinh sách. Ít lâu sau ông được huyện tiến cử. Tướng quốc nước Trần – chư hầu nhà Hán - trông thấy Ngu Hủ cho rằng ông là người có tài nên muốn bổ nhiệm ông làm quan, nhưng ông từ chối vì phải phụng dưỡng bà nội đã 90 tuổi.

## Dẹp loạn Triều Ca
Sau khi bà nội qua đời, Ngu Hủ mãn tang bà rồi nhận lời đến phủ Thái úy Lý Tu làm chức Lang trung.
Năm 110 thời Hán An Đế, tộc người Khương phía tây nhà Hán khởi binh chiếm Tịnh Lương. Đại tướng Đặng Trắc cho rằng quân phí tốn kém nên định bỏ Lương châu, chỉ tập trung chống Hung Nô phía bắc.
Ngu Hủ nghe tin liền đến chỗ thái úy Lý Tu kiến nghị rằng không thể bỏ Lương châu mà phải huy động lực lượng cố giữ. Lý Tu nghe theo ý kiến của Ngu Hủ, bèn triệu tập các thủ hạ lại, ra lệnh điều động các cường hào ở Tây châu, bổ nhiệm con em họ làm quan lang để phòng giữ.
Đặng Trắc là người nhà ngoại thích Đặng Chất – anh thái hậu Đặng Tuy. Kiến nghị của Ngu Hủ làm trái ý họ Đặng đang có thế lực, vì vậy anh em họ Đặng điều ông đi làm trấn thủ ở huyện Triều Ca – nơi đang xảy ra bạo loạn do Ninh Thích đứng đầu. Họ Đặng muốn đẩy Ngu Hủ vào nơi nguy hiểm.
Bạn bè ông đến an ủi, nhưng Ngu Hủ không tỏ ra lo lắng. Đến nhiệm sở, Ngu Hủ đến gặp thái thú quận Hà Nội là Mã Lăng. Mã Lăng tỏ ý ngạc nhiên vì ông chỉ là văn nhân nhưng lại đến trấn nhậm vùng bạo loạn, nhưng Ngu Hủ vẫn bình tĩnh và khẳng định có thể dẹp được loạn. Ông kiến Nghị Mã Lăng không nên vội vã đối trận với Ninh Thích đang hăng hái mà cần có thời gian để bình định, vì quân địch ô hợp không biết chiếm lấy chỗ hiểm yếu và kho lương thực.
Ngu Hủ thiết lập 3 đẳng cấp tráng sĩ trong vùng và sai cấp dưới đi chiêu mộ, không được để họ ẩn náu:
- Người có thể chinh chiến là loại 1
- Người từng có tiền án, tiền sự trộm cắp là loại 2
- Người chơi bời lêu lổng, không quan tâm sản nghiệp là loại 3

Sau vài ngày, Ngu Hủ chiêu nạp được vài trăm người. Ông mở tiệc thết đãi, tuyên bố tha cho những người có tội lỗi, và sai họ đi trà trộn vào hàng ngũ quân Ninh Thích, kéo lực lượng này đi cướp bóc. Bản thân Ngu Hủ thì mang quân đi mai phục, đợi quân địch kéo đi cướp ở đâu thì đổ ra chém giết.
Ông lại bí mật sai những người nghèo đến may quần áo cho quân Ninh Thích, dặn họ bí mật may chỉ màu vào vạt áo để đánh dấu. Vì vậy khi phản quân kéo vào trong phố xá thì nha dịch có thể bắt giữ ngay. Quân Ninh Thích không hiểu vì sao bị phát hiện và bị bắt, cho rằng Ngu Hủ có thần linh giúp đỡ. Lực lượng phản quân vì vậy tan rã. Huyện Triều Ca từ đó yên ổn.

## Đánh bại quân Khương

### Tăng bếp lừa địch
Ngu Hủ được chuyển sang làm huyện lệnh huyện Hoài. Sau đó quân Khương ở biên giới phía tây thường đến cướp phá quận Vũ Đô. Thái hậu Đặng Tuy thấy Ngu Hủ có tài bèn thăng ông làm Thái thú Vũ Đô, tiếp kiến ông ở điện Gia Đức, ban thưởng rất hậu.
Nghe tin Ngu Hủ đến trấn thủ Vũ Đô, quân Khương kéo đến chặn ở khe núi Hào Sơn trên đường Trần Thương. Ngu Hủ cho quân lính dừng lại rồi cho người phao tin là đã xin được viện binh của triều đình, phải dừng lại để đợi viện binh cùng tiến. Quân Khương tin là thật nên chia nhau ra các huyện xung quanh cướp bóc.
Nhân thời cơ quân địch phân tán, không tập trung lại tấn công mình, Ngu Hủ ngày đêm hành quân gấp, trong 1 ngày đi được hơn 100 dặm. Ông ra lệnh cho tướng sĩ mỗi người phải đào được 2 hố bếp. Sau đó hàng ngày ông lại lệnh mỗi người đào thêm 2 hố nữa. Quân Khương thấy bếp của quân Hán ngày càng nhiều, cho rằng quân Hán tăng lên đông người, Ngu Hủ đã có quân tiếp viện đến thật nên không dám lại gần.
Mẹo tăng bếp lừa địch của Ngu Hủ được tiểu thuyết Tam quốc diễn nghĩa nhắc đến tại hồi thứ 100. La Quán Trung đã hư cấu tình tiết Gia Cát Lượng rút lui sau lần ra Kỳ Sơn thứ 4 năm 230: Gia Cát Lượng phải rút quân về nhưng sợ quân Tào Ngụy truy kích, bèn sai quân làm tăng thêm bếp. Tư Mã Ý nghi hoặc không nghĩ rằng quân địch thực sự rút lui nên không dám đuổi theo, vì vậy quân Thục trở về an toàn. Tư Mã Ý sau này mới biết bị Khổng Minh lừa nên than: "Khổng Minh bắt chước mẹo của Ngu Hủ, lừa được ta rồi". Trên thực tế các lần chiến sự giữa Thục Hán và Tào Ngụy không có tình tiết Gia Cát Lượng lui quân phải dùng mẹo làm thêm bếp để rút an toàn. Trong lần đánh Ngụy thứ tư năm 230, Gia Cát Lượng không ra mặt trận mà chỉ sai Ngụy Diên đánh Dương Khuê, phá tan quân Ngụy do Quách Hoài chỉ huy.

### Phá quân Khương
Ngu Hủ đến quận Vũ Đô, thấy binh lính trong quận chưa đầy 3000 người trong khi quân Khương có hơn 1 vạn, đã vây đánh Xích Đình vài chục ngày. Ông ra lệnh cho quân sĩ không được dùng nỏ mạnh, chỉ dùng nỏ nhỏ để bắn. Quân Khương cho rằng viện binh cứu Xích Đình của Ngu Hủ yếu, không có khả năng bắn được mình nên tập trung thêm quân vây đánh Xích Đình, không chú ý tới cứu binh của Ngu Hủ.
Nhân lúc quân địch mất cảnh giác, Ngu Hủ huy động nỏ cứng mạnh ra trận, bắn tới tấp, phát nào cũng trúng. Quân Khương bị chết rất nhiều, hoảng sợ bỏ chạy. Ngu Hủ truy kích chém giết khá nhiều quân địch. Xích Đình được giải vây.
Hôm sau, Ngu Hủ lại cho toàn bộ quân lính xếp thành trận thế, cho họ ra từ cửa đông rồi vào cửa bắc; sau đó lại bảo họ thay quần áo khác chạy ra chạy vào nhiều lần. Quân Khương thấy quân Hán ra vào với quần áo khác nhau tưởng là quân Hán đông nên không dám phản công trở lại. Ngu Hủ đoán quân địch hoang mang không dám đánh sẽ rút lui, bèn phái 500 quân đi mai phục ở Thiên Thủy. Quả nhiên quân Khương rút về qua đường này, bị phục binh quân Hán đổ ra đánh. Quân Khương thua chạy tan tác.

## Ổn định Vũ Đô
Ngu Hủ xét địa thế, cho xây đắp hơn 180 doanh lũy, chiêu hồi dân chúng lưu lạc trở về, cho cứu trợ người nghèo. Quận Vũ Đô yên ổn trở lại. Khi ông mới đến, trong quận chỉ còn 1 vạn hộ nhưng sau đó đã tăng lên 4 vạn hộ.
Đường sá ở Vũ Đô hiểm trở, vận chuyển rất khó khăn, không dùng thuyền bè và xe cộ được, phải dùng ngựa thồ, chi phí rất cao. Ngu Hủ đích thân đi thị sát khe núi và sông suối, cho chặt đốn cây cối, đục phá đất đai. Ông khai thông con đường thủy dài vài chục dặm từ Tứ Thủy đến Hạ Biện. Nhờ đường thủy được khai thông, một năm tiết kiệm được 40 triệu tiền phí.

## Vụ án Trương Phòng
Năm 126 đời Hán Thuận Đế, Ngu Hủ được điều về kinh làm Tư lệ hiệu úy. Mới nhận chức được vài tháng, Ngu Hủ đã dâng tấu trình lên Thuận Đế xin cách chức các quan trên là Thái phó Phùng Thạch, Thái úy Lưu Hy, đồng thời vạch tội trạng Trung thường thị Trình Hoàng, Trần Bỉnh, Mạnh Sinh, Lý Nhuận. Mọi người cho rằng ông quá hà khắc. Các quan trên thù oán ông, cho rằng ông muốn hại người vô tội, tâu với Hán Thuận Đế trị tội ông. Thuận Đế biết vì ông ngay thẳng nên mới tấu trình như vậy, do đó không trị tội ông.
Trung thường thị Trương Phòng lộng quyền, nhận nhiều hối lộ. Ngu Hủ xét vụ án Trương Phòng, nhiều lần tâu lên nhưng bị quan trên bè cánh với Trương Phòng đều giấu đi, không phúc đáp. Ngu Hủ phẫn nộ bèn lệnh cho thủ hạ trói mình lại, tự giam vào ngục và dâng thư lên nói rằng ông tự giam mình vì không muốn làm đồng liêu với Trương Phòng.
Thư đến tay Thuận Đế, Trương Phòng bị triệu tập, bèn đến khóc trước mặt vua tỏ ra là vô tội. Thuận Đế tin lời Trương Phòng, bèn cách chức Ngu Hủ, bắt ông làm phạm nhân. Trương Phòng càng thù oán Ngu Hủ, bèn sai người liên tiếp đến thẩm vấn tra tấn ông 4 lần, muốn bức ông chết. Quan coi ngục khuyên ông tự vẫn để khỏi bị nhục nhưng Ngu Hủ không nghe, ông cho rằng thà bị chém ngoài chợ để mọi người biết đến mà phán xét phải trái còn hơn chết âm thầm trong lao.
Sau đó Ngu Hủ được hai hoạn quan Tôn Trình và Trương Hiền - những người từng theo giúp Thuận Đế khi còn là thái tử - tâu trình lên Thuận Đế, khuyên vua giải oan cho ông. Nhưng Thuận Đế chần chừ chưa quyết, lại theo ý kiến của Giả Lang là người thân thiết với Trương Phòng, không xét lại án.
Con Ngu Hủ là Ngu Nghỉ cùng hơn 100 môn sinh đến kinh đô chặn xe Phàn hầu Trung thường thị Cao Phạn xin giải oan cho ông. Cao Phạn vào triều tâu trình lý lẽ với Thuận Đế. Thuận Đế nghe ra, bèn hạ lệnh tha cho Ngu Hủ, sai bắt giam Trương Phòng đày ra biên ải, Giả Lang và 5 người cùng cánh bị giết hoặc cách chức.
Tôn Trình lại dâng thư kể công trạng của Ngu Hủ, Hán Thuận Đế bèn bổ nhiệm ông làm Nghị lang, ít lâu sau thăng làm Thượng thư bộc xạ.

## Chỉnh lý pháp luật
Thời Hán có luật cho phép người phạm tội dùng tiền chuộc tội, gọi là "nghĩa tiền", trên danh nghĩa là dùng tiền dự trữ cứu trợ người nghèo nhưng trên thực tế là các quan lại vận dụng việc đóng tiền chuộc tội để bỏ vào túi riêng.
Ngu Hủ bèn tâu lên triều đình nên bỏ luật này. Thuận Đế nghe theo, bèn hạ lệnh bỏ hình thức dùng tiền chuộc tội và truyền đạt tấu chương của ông xuống các châu quận.
Ngu Hủ làm quan ngay thẳng, nhiều lần động chạm đến cấp trên khiến ông bị thù oán nhưng tới khi già ông vẫn không thay đổi tính cách.
Năm 136, Ngu Hủ được thăng làm Thượng thư lệnh. Sau đó ít lâu ông xin nghỉ hưu. Triều đình biết tính ông cương trực nên sau đó định mời ông ra làm quan lần nữa, nhưng ông đã qua đời. Không rõ khi đó Ngu Hủ bao nhiêu tuổi. Ông đã phục vụ gần 30 năm dưới 3 đời vua Hán.

## Nhận định
Ngu Hủ được các sử gia Trung Quốc đánh giá là "trí lược hơn người, trung cần quốc sự, trung thực cương trực, thù chí bất khuất". Trong đời làm quan ông "9 lần bị khiển trách, 3 lần chịu hình phạt nhưng vẫn không bỏ khí tiết". Ngu Hủ có tài văn võ kiêm toàn, được xem là tướng văn kiêm tướng võ tài năng hiếm có.